# Chlamydopus
Chlamydopus là một chi nấm trong họ Agaricaceae.